# ISO 8859-12
ISO 8859-12 – dwunasta część standardu kodowania znaków ISO 8859.
12. część miała być przeznaczona dla pisma dewanagari, lecz została porzucona w 1997 roku podczas dwunastego posiedzenia trzeciej grupy roboczej, drugiego podkomitetu, pierwszego łączonego komitetu technicznego w Iraklionie na Krecie. 4 lipca 1997 postanowiono zawiesić wszelką działalność związaną z tym zestawem znaków do czasu uzyskania ogólnego porozumienia na temat diakrytycznych znaków łączonych.
Nieoficjalną informacją było również to, że ta część standardu miała być przeznaczona na znaki z języków celtyckich (później na nie przeznaczono ISO 8859-14).